# Długi rok
Długi rok (tytuł oryginalny: Një vit i gjatë) – albański film fabularny z roku 1987 w reżyserii Esata Ibro.

## Opis fabuły
Donika Sara jest dyrektorką w dużym przedsiębiorstwie. Jej mąż zostaje ciężko ranny w wypadku. Kobieta musi wybrać, czy nadal może poświęcać się pracy zawodowej, czy powinna spędzać więcej czasu przy coraz bardziej od niej uzależnionym mężu.

## Obsada
- Hajrie Rondo jako dyrektorka Donika
- Vasjan Lami jako główny inżynier
- Pranvera Lumani jako Adelaida
- Vladimir Muzha jako wiceminister
- Einar Nelku jako Sandri
- Fatos Sela jako Likurg
- Dhorkë Orgocka jako matka Likurga
- Ilia Shyti jako sekretarz
- Shpresa Berdellima
- Melpomeni Çobani
- Astrit Hasani
- Xhelal Hoxha
- Marika Kallamata
- Fatmir Kapllani
- Mina Koxhaku
- Tatjana Leska
- Arqile Lici